# Хеуристика
Речник социјалног рада дефинише хеуристику као науку о методима и принципима проналажења новог.
Хеуристика обухвата методе и технике решавања проблема, учења и откривања који су базирани на искуству. Хеуристички методи се користе да убрзају процес проналажења довољно доброг решења у ситуацијама када спровођење детаљног истраживања није практично. Примери тога обухватају кориштење разних уопштених правила, информисаног нагађања, интуиције и здравог разума.
Прецизније се хеуристика може дефинисати као кориштење лако доступних информација, чија примена није строго одређена, за контролу решавања проблема од стране људи и машина.